# Termas Los Gauchos
Termas Los Gauchos es una zona de aguas termales ubicada en el sur de la provincia de Buenos Aires, partido de Patagones, Argentina, sobre ruta nacional N.º 3, a 858 kilómetros de Capital Federal y a tan solo 128 kilómetros de Viedma, capital de la provincia de Río Negro. Estas aguas de excelentes características termales se ubican dentro de una zona agrícola-ganadera, cercana a poco menos de 8 kilómetros, por medio de camino de ripio bien consolidado, de la localidad de Villalonga.

## Historia
En la década del 20 se realizaron por intermedio de empresas petrolíferas, perforaciones en busca de petróleo, en un primer momento se levantó una pequeña torre y se realizó un pozo de unos 300 metros de profundidad en donde se encontraron vestigios de este hidrocarburo, por esta razón años después se lleva a cabo, con una torre de mayor importancia, una perforación más significativa de alrededor unos 1300 metros de profundidad, la que actualmente se encuentra en el lugar. De esta perforación consiguieron obtener aguas ricas en bromo e yodo a altas temperaturas, (alrededor de 80 °C) a la salida del pozo, pero no así petróleo. De aquí en adelante fue explotada por los lugareños para los baños de aguas termales.

## Principales características del agua
Las aguas termales de estas termas se caracterizan por ser Hipertermales (de 45 °C a 100 °C), clorobromoiduradas sódicas, sulfatadamagnésicas cálcicas, ferruginosas de mineralización hipermarina e hipertónica, por esto se las considera altamente recomendadas para el tratamiento de casos de reumatismo crónico y enfermedades de la piel.